# Eutelia hollowayi
Eutelia hollowayi is een vlinder uit de familie van de Euteliidae. De wetenschappelijke naam van de soort is voor het eerst geldig gepubliceerd in 1983 door Kobes.